# محمد أحمد أبو علي
محمد أحمد أبو علي (بالإنجليزية: Mohamed Ahmed Abu Ali)‏ مواليد 1964، هو مبارز سيف شيش سعودي شارك في الألعاب الأولمبية الصيفية عام 1984 في منافسات المبارزة للفردي والفرق.